# Bonțida
Bonțida (in ungherese Bonchida, in tedesco Bonisbruck) è un comune della Romania di 5050 abitanti, ubicato nel distretto di Cluj, nella regione storica della Transilvania.
Il comune è formato dall'unione di 4 villaggi: Bonțida, Coasta, Răscruci, Tăușeni.
Dal 2008 è parte integrante della Zona metropolitana di Cluj Napoca.
Nel territorio del comune si trovano i ruderi del Castello Bánffy, complesso architettonico costruito nel XVII secolo su progetto dell'architetto italiano Agostino Serena e successivamente più volte rimaneggiato. È in restauro dal 1999.

## Storia
Durante la Seconda guerra mondiale, l'edificio venne confiscato dalle truppe tedesche che ne scacciarono gli abitanti e lo trasformarono in ospedale militare. Nel 1944, costretti dagli attacchi alleati a ritirarsi, i tedeschi incendiarono la struttura.

## Immagini del castello

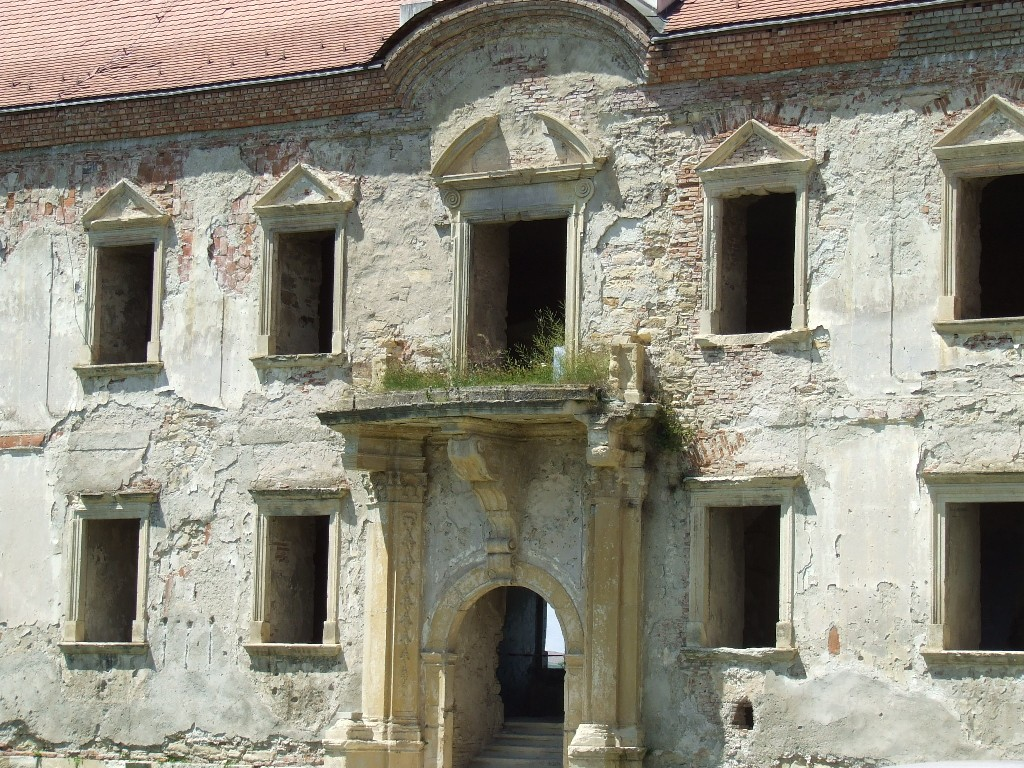
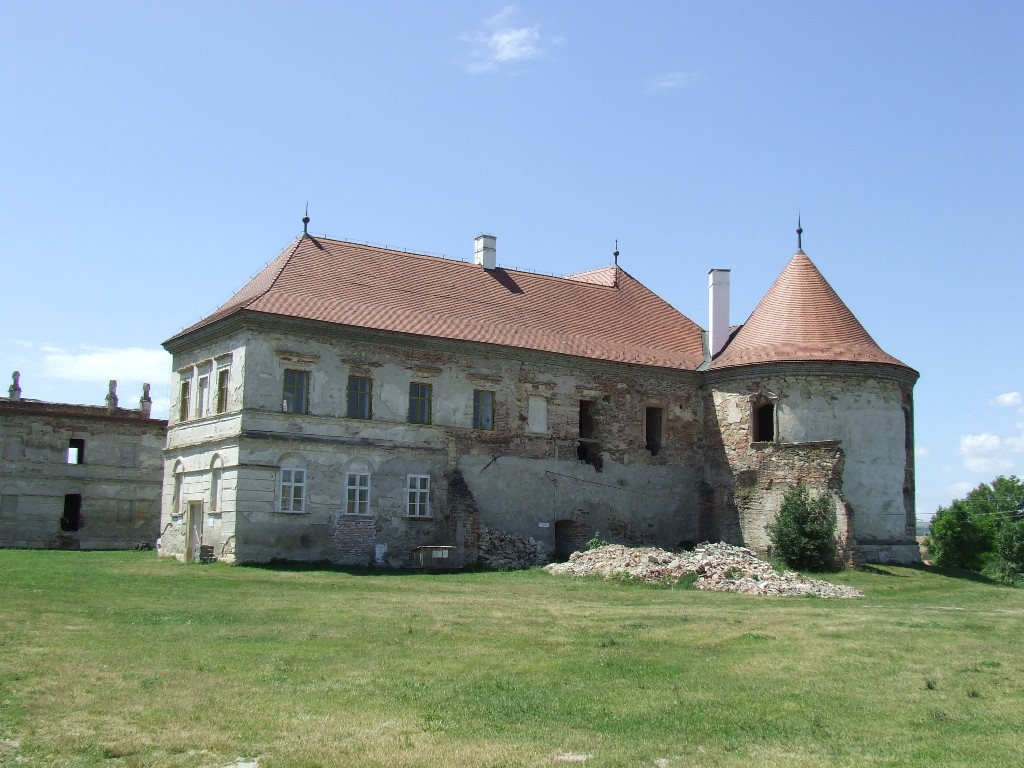
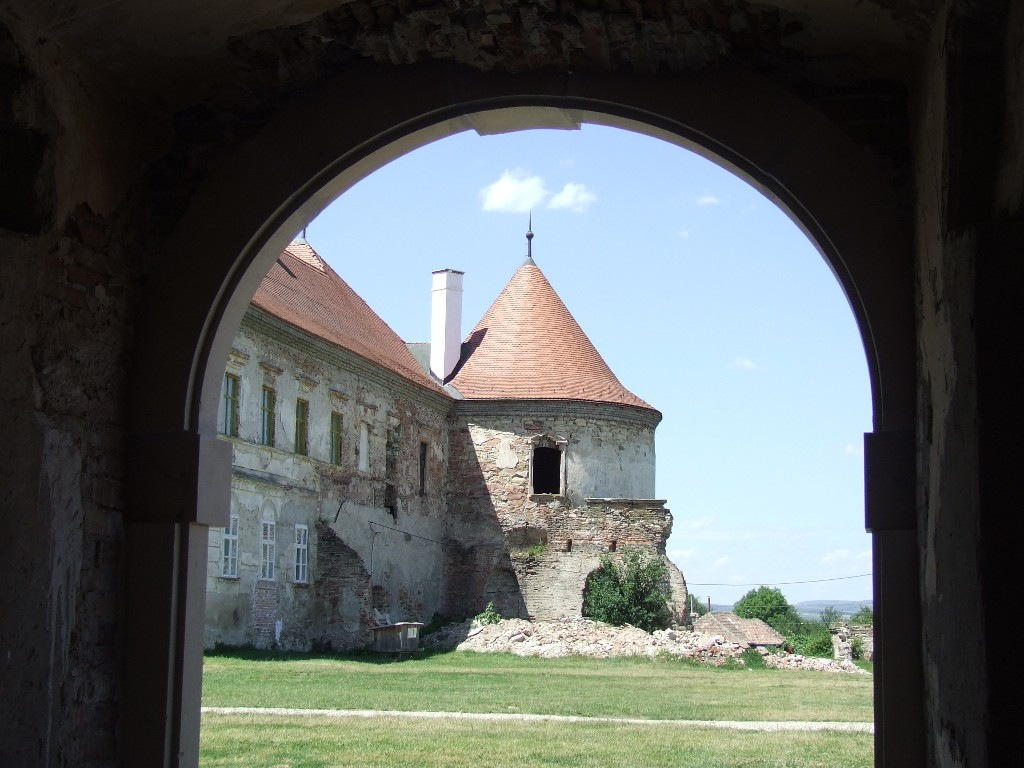